# William Haywood
William Kiernan Haywood (nacido el 21 de abril de 1937) es un ex lanzador, entrenador, mánager y funcionario del sistema agrícola panameño-estadounidense en el béisbol profesional. También fue entrenador en jefe de béisbol universitario.

## Carrera
Haywood nació en Colón, Panamá. Después de servir en el Cuerpo de Marines de los Estados Unidos, se matriculó en la universidad a la edad relativamente avanzada de 23 años, asistiendo a la Universidad de Carolina del Norte en Wilmington y a la Universidad de Carolina del Norte en Chapel Hill. Al firmar su primer contrato profesional a los 27 años, jugó toda su carrera profesional para la organización de los Senadores de Washington y apareció en 14 juegos de Grandes Ligas para los Senadores de 1968, para quienes trabajó en 23 entradas, permitió 27 hits y 12 bases por bolas., registró diez ponches y tuvo un promedio de rendimiento limpio de 4,70.  Como jugador de ligas menores, compiló un récord de victorias y derrotas de 47-37 con un promedio de rendimiento limpio de 3,03 en 165 juegos.En 1969 se convirtió en el entrenador en jefe de béisbol de la Western Carolina University y luego ocupó el mismo puesto en la Georgia Southwestern State University . También sirvió en el béisbol profesional como entrenador de ligas menores y gerente de la franquicia Senators/Texas Rangers y como coordinador de campo y director asistente de desarrollo de jugadores para los Seattle Mariners.